# Phalanger vestitus
Phalanger vestitus är en pungdjursart som först beskrevs av Milne-Edwards 1877. Phalanger vestitus ingår i släktet kuskusar och familjen klätterpungdjur. IUCN kategoriserar arten globalt som livskraftig. Inga underarter finns listade.
Pungdjuret förekommer i tre från varandra skilda områden på Nya Guinea. Arten vistas där i 1200 till 2200 meter höga bergstrakter. Habitatet utgörs av tropisk regnskog.